# International Programme for the Development of Communication
Das International Programme for the Development of Communication (IPDC) ist ein Förderprogramm der UNESCO. Es wurde 1980 gegründet, um die Entwicklung der Massenkommunikation in den Staaten der Dritten Welt voranzutreiben. Zu seinen Aufgaben zählen: 
- Identifikation der Bedürfnisse der Entwicklungsländer in Informations- und Kommunikationsentwicklung
- Aufbau von Kommunikationsinfrastrukturen in den bedürftigen Ländern
- Suche nach finanziellen und materiellen Ressourcen für die Projekte
- Förderung von Medienpluralismus, Unabhängigkeit der Medien und Pressefreiheit
- Ausbildung von Journalisten
- Stärkung kommunaler Medien und regionaler Nachrichtenagenturen
- Etablierung neuer Informations- und Kommunikationstechnologien

Koordiniert wird das IPDC durch das so genannte Intergovernmental Council, einen zwischenstaatlichen Rat aus 39 Mitgliedsstaaten, der von der Generalkonferenz der Vereinten Nationen gewählt wird und ihr verantwortlich ist. Das Intergovernmental Council tagt einmal jährlich und entscheidet, welche der beantragten Projekte finanziell unterstützt werden. 
Das IPDC finanziert sich ausschließlich aus freiwilligen Spendengeldern jener UNESCO-Mitgliedstaaten, die sich an dem Programm beteiligen. Eine Variante sind Zuwendungen für den so genannten Special Account, die die Haupteinnahmequelle des IPDC darstellen. Zudem kann das IPDC auch Projekte durch spezielle Zuwendungen der Mitgliedsländer an Treuhandfonds finanzieren. Hierbei fungiert ein einzelnes Land als alleiniger Geldgeber für ein spezielles Projekt und hat natürlich größeren Einfluss auf die Verwendung seiner Gelder.
Neben der finanziellen Unterstützung beteiligen sich einige Länder auch in Form von Trainingsstipendien, Seminaren, Workshops oder Ausstattung. 

## Projekte des IPDC
Insgesamt wurden seit Bestehen des IPDC mehr als 900 Projekte in 130 Entwicklungs- und Schwellenländern in Afrika, Lateinamerika und der Karibik, in den arabischen Staaten, in der Asien-Pazifik-Region sowie in osteuropäischen Ländern finanziert. Förderschwerpunkte des Programms sind Infrastrukturmaßnahmen und Personalausbildung, Ausstattung und Technik sowie Studien für bestimmte Projekte. Voraussetzungen für die Bewilligung eines Projekts sind eine realistische Zielsetzung sowie ein nachzuweisender positiver Effekt auf die Kommunikationsentwicklung. Als Auswahlkriterien definiert das IPDC außerdem die Prinzipien der UNESCO-Charta.
Während man zu Beginn eine große Anzahl von Projekten mit sehr kleinen Beträgen unterstützte, versuchte man dann, diese zu reduzieren, um einzelne Vorhaben adäquat und finanzkräftiger unterstützen zu können. Aber erst in einer dritten Phase gelang die wirkliche Konzentration auf wenige Projekte (besonders für nicht staatlich kontrollierte Medien). Die Konzentration auf weniger Projekte ab Mitte der 80er Jahre kam nicht zuletzt einer erhöhten Kontinuität, d. h. längerfristigen Förderungen einiger Medieninstitutionen – wie zum Beispiel der großen regionalen Nachrichtenagenturen in Afrika – zugute. Politischer Hintergrund für die Unterstützung weniger, dafür umso größerer Projekte war sicher auch die Prestigeträchtigkeit, die eben in Zeiten des Kalten Krieges die Entwicklungsländer positiv beeinflussen sollte. Das Zusammenbrechen des Ostblocks machte wiederum neue Strategien erforderlich, da sich der Kreis potenzieller Mittelempfänger schlagartig vergrößerte. Der zusätzlichen Förderung osteuropäischer Staaten standen und stehen sinkende Spendengelder gegenüber.
Weiterhin vergibt das IPDC seit 1985 alle zwei Jahre den UNESCO Prize for Rural Communication, der mit 20.000 US-Dollar dotiert ist. Ausgezeichnet werden damit Aktivitäten, die die Kommunikation in ländlichen Gebieten fördern. Zu den Preisträgern gehörten unter anderem die National Association of Small Farmers of Cuba, The Acción Cultural Popular of Colombia und das Community Radio Project Tambuli of the Philippines.